# 토르 (지형)

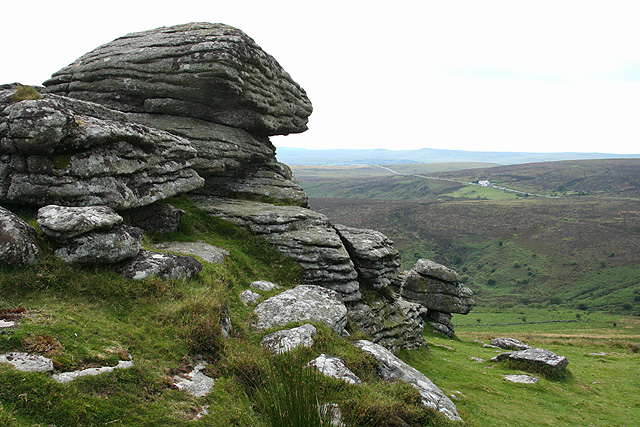
영국 다트무어의 토르 지형

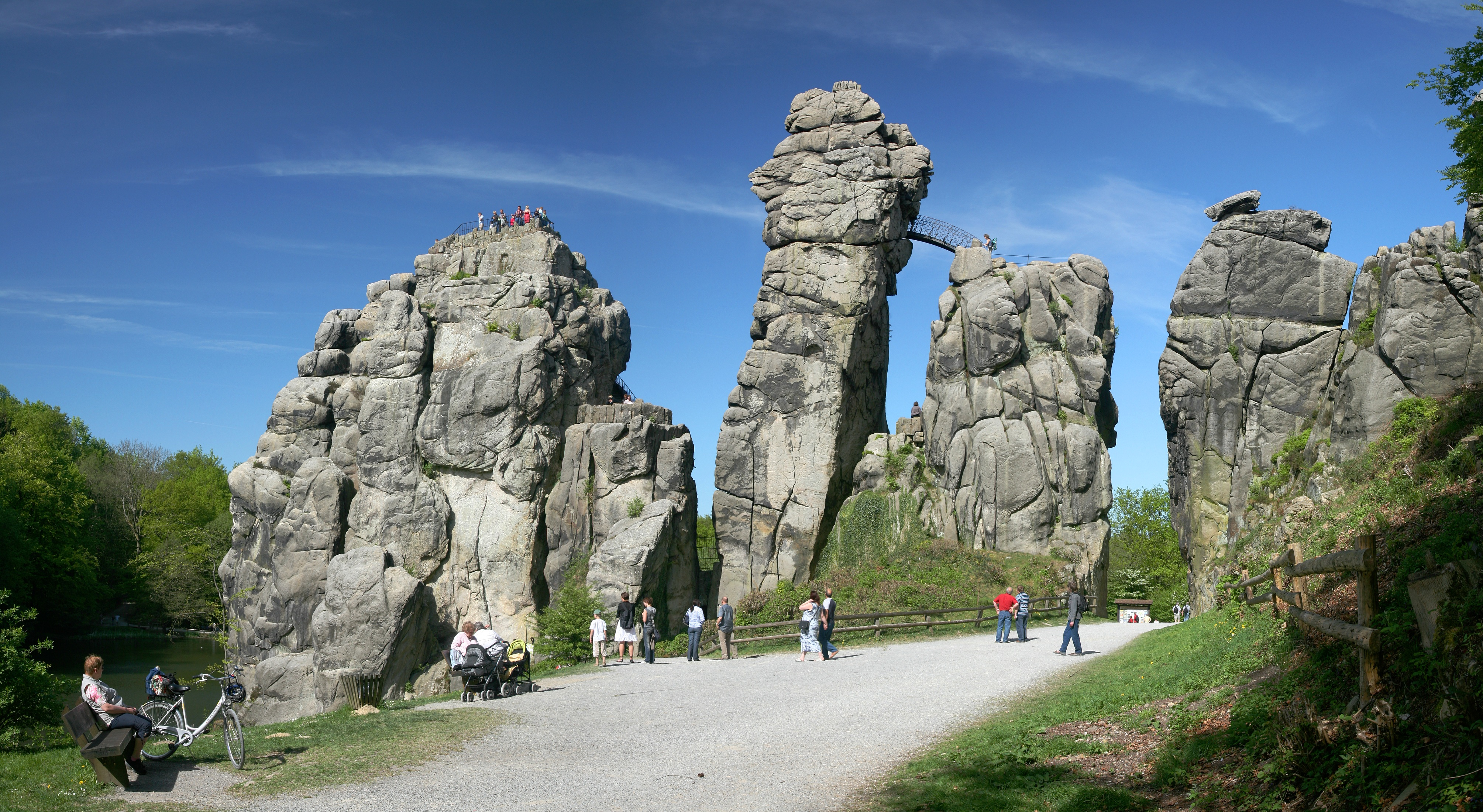
독일 엑스테른슈타인의 토르 지형

토르(Tor)는 풍화 작용에 따라 기반암과 떨어져 그 위에 있는 암괴를 말한다. 이 암괴를 밀면 흔들리지만 넘어가지는 않는 경우 흔들바위라고 불린다. '토르'라는 말은 원래 잉글랜드의 다트무어 고원에 발달한 화강암 암괴를 가리키는 지방어였으나 현재는 학문적으로 정착되어 널리 쓰인다. 토르는 풍화에 약한 암석이나 절리가 많은 암석에 잘 나타나는데, 화강암은 암석 중에서 수직, 수평 절리가 가장 잘 발달하는 암석이다. 수직과 수평 방향의 절리들로 인해 블록모양으로 갈라진 화강암이 오랜 시간동안 풍화를 받으면, 블록의 모서리 부분이 더 많이 풍화되어 가운데는 동글동글한 돌(핵석, core stone)이 남고, 주변은 풍화 물질로 완전히 둘러싸이게 된다. 모서리 부분이 풍화된 토양이 씻겨지고 나면 동글동글한 핵석만 석탑처럼 쌓이게 되는데, 이것을 가리켜 토르라고 한다.